# ساوارا، چیبا
ساوارا، چیبا (به لاتین: Sawara, Chiba) یک منطقهٔ مسکونی در ژاپن است که در Katori District واقع شده‌است. ساوارا ۴۷٬۲۴۴ نفر جمعیت دارد.